# Phytoliriomyza perpusilla
Phytoliriomyza perpusilla är en tvåvingeart som beskrevs av Johann Wilhelm Meigen 1830. Phytoliriomyza perpusilla ingår i släktet Phytoliriomyza och familjen minerarflugor. Arten är reproducerande i Sverige. Inga underarter finns listade i Catalogue of Life.